# Кубок УЄФА 1986—1987
Кубок УЄФА 1986–1987 — шістнадцятий розіграш Кубка УЄФА, у якому у двоматчевому фіналі перемогу здобув шведський клуб «Гетеборг», здолавши шотландську команду «Данді Юнайтед» із загальним рахунком 2-1. 
Цей розіграш Кубку УЄФА став третім, до якого не допустили англійські клуби через Ейзельську трагедію. У сезоні 1987-88 не могли брати участь у турнірі «Вест Гем Юнайтед», «Манчестер Юнайтед», «Шеффілд Венсдей» та «Оксфорд Юнайтед».

## Перший раунд
| Команда 1              | Заг.           | Команда 2           | 1-й матч        | 2-й матч            |
| ---------------------- | -------------- | ------------------- | --------------- | ------------------- |
| Спарта (Прага)         | 2–3            | Віторія (Гімарайнш) | 1–1 (Протокол)  | 1–2 (Протокол)      |
| Фіорентина             | 1–1 (пен. 1–3) | Боавішта            | 1–0 (Протокол)  | 0–1 (Протокол)      |
| Атлетік                | 2–1            | Магдебург           | 2–0 (Протокол)  | 0–1 (Протокол)      |
| Атлетіко               | 3–2            | Вердер              | 2–0 (Протокол)  | 1–2 (дч) (Протокол) |
| Боруссія (М)           | 4–1            | Партизан            | 1–0 (Протокол)  | 3–1 (Протокол)      |
| Колрейн                | 1–2            | Шталь               | 1–1 (Протокол)  | 0–1 (Протокол)      |
| Динамо (Мінськ)        | 3–4            | Дьйор               | 2–4 (Протокол)  | 1–0 (Протокол)      |
| Гронінген              | 8–2            | Голвей Юнайтед      | 5–1 (Протокол)  | 3–1 (Протокол)      |
| Нант                   | 1–5            | Торіно              | 0–4 (Протокол)  | 1–1 (Протокол)      |
| Спартак (Москва)       | 1–0            | Люцерн              | 0–0 (Протокол)  | 1–0 (Протокол)      |
| Університатя (Крайова) | 3–2            | Галатасарай         | 2–0 (Протокол)  | 1–2 (Протокол)      |
| Сваровскі-Тіроль       | 3–2            | ЦСКА (Софія)        | 3–0 (Протокол)  | 0–2 (Протокол)      |
| Хартс                  | 3–3 (ч)        | Дукла               | 3–2 (Протокол)  | 0–1 (Протокол)      |
| Гіберніанс             | 0–10           | Ботєв               | 0–2 (Протокол)  | 0–8 (Протокол)      |
| Інтернаціонале         | 3–0            | АЕК                 | 2–0 (Протокол)  | 1–0 (Протокол)      |
| Акранес                | 0–15           | Спортінг            | 0–9 (Протокол)  | 0–6 (Протокол)      |
| Женесс (Еш)            | 2–3            | Гент                | 1–2 (Протокол)  | 1–1 (Протокол)      |
| Беверен                | 1–0            | Волеренга           | 1–0 (Протокол)  | 0–0 (Протокол)      |
| Кальмар                | 1–7            | Баєр                | 1–4 (Протокол)  | 0–3 (Протокол)      |
| Юрдінген               | 7–0            | Карл Цейс           | 3–0 (Протокол)  | 4–0 (Протокол)      |
| Фламуртарі             | 1–1 (ч)        | Барселона           | 1–1 (Протокол)  | 0–0 (Протокол)      |
| ЛАСК                   | 1–2            | Відзев              | 1–1 (Протокол)  | 0–1 (Протокол)      |
| Легія                  | 1–0            | Дніпро              | 0–0 (Протокол)  | 1–0 (Протокол)      |
| Наполі                 | 1–1 (пен. 3–4) | Тулуза              | 1–0 (Протокол)  | 0–1 (Протокол)      |
| Ксамакс                | 5–1            | Люнгбю              | 2–0 (Протокол)  | 3–1 (Протокол)      |
| Рієка                  | 1–2            | Стандард            | 0–1 (Протокол)  | 1–1 (Протокол)      |
| ОФІ                    | 1–4            | Хайдук              | 1–0 (Протокол)  | 0–4 (Протокол)      |
| Печ                    | 1–2            | Феєнорд             | 1–0 (Протокол)  | 0–2 (Протокол)      |
| Рейнджерс              | 4–2            | Ільвес              | 4–0 (Протокол)  | 0–2 (Протокол)      |
| Ланс                   | 1–2            | Данді Юнайтед       | 1–0 (Протокол)  | 0–2 (Протокол)      |
| Сігма (Оломоуц)        | 1–5            | Гетеборг            | 1–1 (Протоколt) | 0–4 (Протокол)      |
| Спортул                | 2–1            | Омонія              | 1–0 (Протокол)  | 1–1 (Протокол)      |

## Другий раунд
| Команда 1           | Заг.    | Команда 2              | 1-й матч       | 2-й матч       |
| ------------------- | ------- | ---------------------- | -------------- | -------------- |
| Боруссія (М)        | 7–1     | Феєнорд                | 5–1 (Протокол) | 2–0 (Протокол) |
| Дукла               | 1–1 (ч) | Баєр                   | 0–0 (Протокол) | 1–1 (Протокол) |
| Данді Юнайтед       | 3–1     | Університатя (Крайова) | 3–0 (Протокол) | 0–1 (Протокол) |
| Гронінген           | 1–1 (ч) | Ксамакс                | 0–0 (Протокол) | 1–1 (Протокол) |
| Барселона           | 2–2 (ч) | Спортінг               | 1–0 (Протокол) | 1–2 (Протокол) |
| Сваровскі-Тіроль    | 4–4 (ч) | Стандард               | 2–1 (Протокол) | 2–3 (Протокол) |
| Хайдук              | 5–3     | Ботєв                  | 3–1 (Протокол) | 2–2 (Протокол) |
| Гетеборг            | 3–1     | Шталь                  | 2–0 (Протокол) | 1–1 (Протокол) |
| Беверен             | 4–3     | Атлетік                | 3–1 (Протокол) | 1–2 (Протокол) |
| Легія               | 3–3 (ч) | Інтернаціонале         | 3–2 (Протокол) | 0–1 (Протокол) |
| Рейнджерс           | 3–1     | Боавіштаа              | 2–1 (Протокол) | 1–0 (Протокол) |
| Спортул             | 1–4     | Гент                   | 0–3 (Протокол) | 1–1 (Протокол) |
| Торіно              | 5–1     | Дьйор                  | 4–0 (Протокол) | 1–1 (Протокол) |
| Тулуза              | 4–6     | Спартак (Москва)       | 3–1 (Протокол) | 1–5 (Протокол) |
| Віторія (Гімарайнш) | 2–1     | Атлетіко               | 2–0 (Протокол) | 0–1 (Протокол) |
| Відзев              | 0–2     | Юргорден               | 0–0 (Протокол) | 0–2 (Протокол) |

## Третій раунд
| Команда 1        | Заг.    | Команда 2           | 1-й матч       | 2-й матч       |
| ---------------- | ------- | ------------------- | -------------- | -------------- |
| Дукла            | 0–1     | Інтернаціонале      | 0–1 (Протокол) | 0–0 (Протокол) |
| Данді Юнайтед    | 2–0     | Хайдук              | 2–0 (Протокол) | 0–0 (Протокол) |
| Гронінген        | 1–3     | Віторія (Гімарайнш) | 1–0 (Протокол) | 0–3 (Протокол) |
| Спартак (Москва) | 1–2     | Сваровскі-Тіроль    | 1–0 (Протокол) | 0–2 (Протокол) |
| Гент             | 0–5     | Гетеборг            | 0–1 (Протокол) | 0–4 (Протокол) |
| Юргорден         | 0–4     | Барселона           | 0–2 (Протокол) | 0–2 (Протокол) |
| Рейнджерс        | 1–1 (ч) | Боруссія (М)        | 1–1 (Протокол) | 0–0 (Протокол) |
| Торіно           | 3–1     | Беверен             | 2–1 (Протокол) | 1–0 (Протокол) |

## Чвертьфінали
| Команда 1     | Заг.    | Команда 2           | 1-й матч       | 2-й матч       |
| ------------- | ------- | ------------------- | -------------- | -------------- |
| Боруссія (М)  | 5–2     | Віторія (Гімарайнш) | 3–0 (Протокол) | 2–2 (Протокол) |
| Данді Юнайтед | 3–1     | Барселона           | 1–0 (Протокол) | 2–1 (Протокол) |
| Гетеборг      | 1–1 (ч) | Інтернаціонале      | 0–0 (Протокол) | 1–1 (Протокол) |
| Торіно        | 1–2     | Сваровскі-Тіроль    | 0–0 (Протокол) | 1–2 (Протокол) |

## Півфінали
| Команда 1     | Заг. | Команда 2        | 1-й матч       | 2-й матч       |
| ------------- | ---- | ---------------- | -------------- | -------------- |
| Данді Юнайтед | 2–0  | Боруссія (М)     | 0–0 (Протокол) | 2–0 (Протокол) |
| Гетеборг      | 5–1  | Сваровскі-Тіроль | 4–1 (Протокол) | 1–0 (Протокол) |

## Фінал

### Перший матч
| 6 травня 1987 |

| Гетеборг       | 1–0      | Данді Юнайтед |
| -------------- | -------- | ------------- |
| Петтерссон 38' | Протокол |               |

| Уллеві, Гетеборг Глядачів: 31,180 Арбітр: Зігфрід Кірсхен |

### Другий матч
| 20 травня 1987 |

| Данді Юнайтед | 1–1      | Гетеборг     |
| ------------- | -------- | ------------ |
| Кларк 60'     | Протокол | Нільссон 22' |

| Теннедайс Парк, Данді Глядачів: 21,600 Арбітр: Іоан Ігна |

| Переможець Кубка УЄФА 1986—1987 |
| ------------------------------- |
| Швеція                          |
| Гетеборг Другий титул           |

## Бомбардири
| Місце | Гравець           | Клуб                | Голи | Зіграно хвилин |
| ----- | ----------------- | ------------------- | ---- | -------------- |
| 1     | Петер Гаутман     | Гронінген           | 5    | 540            |
| 1     | Ярі Рантанен      | Гетеборг            | 5    | 576            |
| 1     | Паулінью Каскавел | Віторія (Гімарайнш) | 5    | 657            |
| 4     | Роб Макдоналд     | Спортінг            | 4    | 137            |
| 4     | Мілош Бурсач      | Хайдук              | 4    | 442            |
| 4     | Девід Фейрклаф    | Беверен             | 4    | 536            |
| 4     | Роберто Бонільйо  | Барселона           | 4    | 602            |
| 4     | Джон Кларк        | Брюгге              | 4    | 674            |
| 4     | Антоніо Комі      | Торіно              | 4    | 702            |
| 4     | Петер Пакульт     | Сваровскі-Тіроль    | 4    | 703            |
| 4     | Джузеппе Доссена  | Торіно              | 4    | 709            |
| 4     | Уве Ран           | Боруссія (М)        | 4    | 810            |